# محمد خرمی
محمد خرمی (زادهٔ ۴ اکتبر ۱۹۶۶) یک فیزیک‌دان و استاد فیزیک دانشگاه الزهرا اهل ایران است. «محمد خرمی» ریاضی فیزیک پیشه و استاد دانشگاه «الزهرا» تهران ۱۲ مهر سال ۱۳۴۵ در تهران به‌دنیا آمد. در سال ۱۳۶۳ در کنکور سراسری دانشگاه‌ها رتبه اول را به‌دست‌آورد و در رشته مهندسی برق در دانشگاه تهران مشغول به‌تحصیل شد. محمد خرمی عضو کمیته ملی المپیاد فیزیک است.
در سال ۶۷ دورهٔ کارشناسی را به پایان رساند. در این زمان به «فیزیک» تغییر رشته داد و کارشناسی ارشد و دکترای فیزیک را در دانشگاه شریف پی‌گرفت. او در آبان ۱۳۷۲ رسماً تحصیلات دانشگاهی خود را تمام کرد.
وی اکنون استاد دانشگاه «الزهرا» است.